# Бабич, Милан
Ми́лан Ба́бич (серб. Милан Бабић, Milan Babić; 26 февраля 1956 года, с. Кукар, Врлика, СФРЮ — 5 марта 2006 года, Гаага) — государственный и политический деятель Республики Сербская Краина, сербского происхождения. Первый президент Республики Сербская Краина с апреля 1991 года по февраль 1992 года. В 1992 году был назначен министром иностранных дел Республики Сербской Краины. В июле 1995 года был назначен на пост премьер-министра. Во время наступления хорватских войск в августе 1995 года бежал на территорию Сербии. В ноябре 2003 года Гаагский трибунал выдвинул против Бабича обвинения в преступлениях против человечности, и он начал сотрудничать с обвинением, признал свою вину. На суде выступал в качестве свидетеля против Милошевича и Милана Мартича. В июне 2004 года Гаагский трибунал приговорил Бабича к 13 годам лишения свободы. По утверждениям представителей МТБЮ, покончил с собой в тюремной камере. Руководство трибунала так и не смогло объяснить, как это произошло в камере с круглосуточным видеонаблюдением.

## Биография
Милан Бабич, сын Божо Бабича, родился в 1956 году в деревне Кукар недалеко от города Врлика, в НР Хорватия, ФНР Югославия. В 1981 году он окончил стоматологический факультет Белградского университета и стал стоматологом. В 1989 году он стал одним из директоров медицинского центра в Книне, населенном преимущественно сербами городе на юго-западе Хорватии.

### Распад Югославии
В декабре 1991 года специальный представитель Генерального секретаря ООН Сайрус Вэнс предложил план урегулирования сербско-хорватского конфликта. Он заключался в вводе миротворцев ООН в Хорватию и Сербскую Краину. Миротворцы должны были расположиться на линии соприкосновения враждующих сторон, препятствуя боевым действиям. Краинские вооружённые формирования планировалось демилитаризовать, а их вооружение складировать под совместным наблюдением миротворцев и представителей Сербской Краины. После этого должны были начаться сербско-хорватские переговоры по урегулированию конфликта.
План вызвал отторжение как у Милана Бабича, так и у хорватского президента Туджмана. Бабич поначалу согласился с его принципами, но затем выступил против. Он отмечал, что не позволит разоружить Краину и требовал размещения миротворцев на краинско-хорватской границе. В свою очередь, хорватская сторона была готова принять план, только если миротворцы встанут на старых югославских административных границах с Сербией и Боснией и Герцеговиной, а на территории САО Краины будет действовать хорватская конституция.
В результате югославское руководство, и в частности Слободан Милошевич, поддерживавшее план Вэнса, выступили против Бабича. Отказ принять план урегулирования Милошевич расценил как «удар в спину» Сербии. Он заявил, что Бабич утратил доверие Белграда. Под давлением югославских властей Бабич утратил свой пост. По предложению Белграда новым президентом был избран Горан Хаджич. Председателем правительства стал Здравко Зечевич. Милан Бабич и его сторонники не согласились с решением краинской Скупщины и в РСК наступил период двоевластия.
В начале 1994 года в Краине прошли новые президентские выборы. В выборах участвовали несколько кандидатов, Белград поддержал Милана Мартича. По данным штаба Бабича, он набрал больше половины голосов, однако краинская Избирательная комиссия постановила провести второй круг выборов, победу на которых одержал Мартич. Бабич получил пост министра иностранных дел в новом правительства, сформированном 21 апреля 1994 года.

### Суд
Милан Бабич признал вину и был приговорен к 13 годам заключения, но совершил самоубийство в 2006. Руководство трибунала так и не смогло объяснить, как это произошло в камере с круглосуточным видеонаблюдением.